# Giovanni da Ripa
Pour les articles homonymes, voir Ripa.
Giovanni da Ripa, parfois francisé en Jean de Ripa (appelé aussi Jean de La Marche) est un théologien et philosophe franciscain italien du XIVe siècle, originaire de Ripatransone, dans l'actuelle province d'Ascoli Piceno, dans la région des Marches, en Italie centrale. 
Parfois classé parmi les nominalistes, il était en réalité dans la ligne de Jean Duns Scot. Jean Jolivet le considère l'« un des penseurs les plus originaux et les plus profonds du Moyen Âge. »

## Biographie
Né aux alentours de 1325 à Ripa (ou Ripatransone dans la Marche, près d'Ancône en Italie). Devient maître en théologie à l'université de Paris en 1354.

## Sa doctrine métaphysique
Rompant avec la division scotiste de l'être en fini et infini, la doctrine de Jean de Ripa est la première, dans l'histoire de la philosophie occidentale à transférer le concept d'être infini du côté de la création, tandis que l'immensité est réservée à Dieu. Cela entraîne d'importantes transformations dans la manière de concevoir l'ordre de la création et la démonstration de l'existence de Dieu.  Entre la cause première et n'importe quelle cause seconde s'insère une infinité au moins possible de causes intermédiaires. La preuve de l'existence de Dieu ne réside donc plus dans la nécessité de mettre fin à la regression des causes à l'infini, mais se fonde au contraire dans leur série infinie. Dans la série infinie des êtres, « il y en a un qui est nécessaire par soi et absolument premier ». Mais la logique de l'immensité divine est différente de la logique de l'infini créaturel. Il n'y a plus seulement comme chez Duns Scot une infinité d'attributs en Dieu, mais une différence immense entre chaque attribut divin. L'univocité de l'être, pierre angulaire du scotisme, est abandonnée : sagesse créée et incréée n'ont pas la même raison formelle.

## Influence
D'une très grande difficulté technique, mais d'une grande originalité métaphysique, l'œuvre complexe et puissante de Ripa est restée longtemps méconnue et sous-estimée. Critiquée par Jean Gerson en 1402, elle a pourtant exercé à la charnière du XIVe et XVe siècles, une influence certaine sur Richard Barbera, Jean de Bâle, François de Perouse et Louis de Padoue. 